# Diguetia albolineata
Espèce
Synonymes
- Ervig albolineatus O. Pickard-Cambridge, 1895
- Diguetia caudata Gertsch, 1935

Diguetia albolineata est une espèce d'araignées aranéomorphes de la famille des Diguetidae.

## Distribution
Cette espèce se rencontre aux États-Unis au Texas, en Arizona et en Californie et au Mexique au Guerrero, dans l'État de Mexico, au Puebla, au Tamaulipas et au Sonora,.

## Description
Le mâle décrit par Gertsch en 1958 mesure 5,1 mm et la femelle 6,3 mm.

## Systématique et taxinomie
Cette espèce a été décrite sous le protonyme Ervig albolineatus par O. Pickard-Cambridge en 1895. Elle est placée dans le genre Diguetia par Simon en 1898.
Diguetia caudata a été placée en synonymie par Gertsch en 1958.

## Publication originale
- O. Pickard-Cambridge, 1895 : « Arachnida. Araneida. » Biologia Centrali-Americana, Zoology, vol. 1, p. 145-160 (texte intégral).